# پینوتین ای
پینوتین ای (به انگلیسی: Pinotin A) با فرمول شیمیایی C۳۱H۲۹O۱۴+ یک ترکیب شیمیایی است؛ که جرم مولی آن ۶۲۵٫۵۵ g/mol می‌باشد.